# انتخابات ریاست‌جمهوری ترکیه (۲۰۱۴)
نخستین انتخابات ریاست‌جمهوری ترکیه در ۱۰ اوت ۲۰۱۴ برگزار شد. تا پیش از این رئیس‌جمهور را مجلس برمی‌گزید
در این انتخابات رجب طیب اردوغان نخست‌وزیر وقت و نامزد حزب حاکم عدالت و توسعه با به دست آوردن حدود نیمی از رای‌ها به پیروزی رسید. اکمل‌الدین احسان‌اوغلو نمایندهٔ عمدهٔ حزب‌های مخالف با حدود یک سوم رای‌ها و صلاح‌الدین دمیرتاش نامزد کردها با حدود ده درصد در جایگاه‌های پسین قرار گرفتند.

## حزب‌ها و ائتلاف‌ها
حزب عدالت و توسعه حزب حاکم از نخست‌وزیر رجب طیب اردوغان حمایت کرده‌است و بیشتر حزب‌های مخالف بر احسان‌اوغلو به توافق رسیده‌اند.
| حزب                  | مرام                | نامزد موردحمایت     |
| -------------------- | ------------------- | ------------------- |
| حزب عدالت و توسعه    | محافظه‌کار           | اردوغان             |
| حزب جمهوری‌خواه خلق   | آتاتورکی            | احسان‌اوغلو          |
| حزب حرکت ملی         | Turkish ملی‌گرا      | احسان‌اوغلو          |
| حزب مردم‌سالار        | Economic اباحه‌گرا   | احسان‌اوغلو          |
| حزب چپ مردم‌سالار     | سوسیال دموکرات      | احسان‌اوغلو          |
| حزب مستقل ترکیه      | اقتصاد ملی          | احسان‌اوغلو          |
| حزب لیبرال مردم‌سالار | اباحه‌گرا            | احسان‌اوغلو          |
| حزب اتحاد بزرگ       | محافظه‌کار           | احسان‌اوغلو          |
| حزب دموکراتیک خلق‌ها  | سوسیالیسم مردم‌سالار | دمیرتاش             |
| حزب کارگر            | سوسیالیسم           | دمیرتاش             |
| حزب جنبش کارگری      | مارکسیسم-سوسیالیسم  | دمیرتاش             |
| حزب کارگران          | آتاتورکی            | امینه اولکر تارهان* |
| حزب سعادت            | اسلامگرای سنی       | -                   |
| حزب مطالبهٔ آزاد      | اسلامگرای سنی       | -                   |
| حزب ملی              | ملی‌گرای ترک         | -                   |
| حزب کمونیست          | کمونیست             | -                   |
| حزب حقوق و برابری    | ملی‌گرای ترک         | -                   |
| حزب آزادی و همبستگی  | سوسیالیسم لیبرتاری  | -                   |
| حزب میهن             | ملی‌گرا              | -                   |

* The nominates are not eligible, since they lack signatures of 20 members of the parliament.

## نتیجه
رجب طیب اردوغان نخست‌وزیر وقت با به دست آوردن بیش از نیمی از رای‌ها در نخست به پیروزی رسید.
| نامزد                                                     | نامزد                  | رای        | درصد   |
| --------------------------------------------------------- | ---------------------- | ---------- | ------ |
|                                                           | رجب طیب اردوغان        | ۲۱٬۰۰۰٬۱۴۳ | ۵۱٫۷۹٪ |
|                                                           | اکمل‌الدین احسان‌اوغلو   | ۱۵٬۵۸۷٬۷۲۰ | ۳۸٫۴۴٪ |
|                                                           | صلاح‌الدین دمیرتاش      | ۳٬۹۵۸٬۰۴۸  | ۹٫۷۶٪  |
| رای‌های سفید و باطله                                       | رای‌های سفید و باطله    | ۷۳۷٬۷۱۶    | –      |
| مجموع                                                     | مجموع                  | ۴۱٬۲۸۳٬۶۲۷ | ۱۰۰٪   |
| واجدان نام‌نوشته/مشارکت                                    | واجدان نام‌نوشته/مشارکت | ۵۵٬۶۹۲٬۸۴۱ | ۷۴٫۱۳٪ |
| منبع: YSK بایگانی‌شده در ۹ فوریه ۲۰۱۵ توسط Wayback Machine |                        |            |        |

## واکنش‌ها
- حامد کرزی رئیس‌جمهور افغانستان پیروزی اردوغان را تبریک گفته افزود: افغانستان از جانب خویش اطمینان می‌دهد که در راستای توسعهٔ روابط دوستانه و همکاری‌های متقابل با ترکیه، تلاش‌های خویش را دریغ نخواهد کرد.[۴]
- حسن روحانی رئیس‌جمهور ایران در تماسی تلفنی پیروزی اردوغان را به او تبریک گفت. او افزود امیدوارم در دوران جدید شاهد روابط نزدیک‌تر و صمیمانه‌تر دو کشور بوده و همکاری‌های فی‌مابین در زمینه مسایل منطقه‌ای توسعه یابد.[۵]
- امامعلی رحمان رئیس‌جمهور تاجیکستان با فرستادن نامه‌ای با تبریک پیروزی اردوغان از سطح کنونی روابط دوجانبه بین دو کشور ابراز رضایت کرده آمادگی تاجیکستان را به گسترش بیشتر همکاری ها با ترکیه تاکید داشته‌است. [۶]

## پی‌نوشت و منبع‌ها
1. ↑  "EHP Cumhurbaşkanlığı siyasetini açıkladı" (به ترکی استانبولی). Archived from the original on 15 August 2016. Retrieved 17 July 2014. {{cite web}}: More than one of |کد زبان= و |زبان= specified (help)
2. ↑  «نسخه آرشیو شده». بایگانی‌شده از اصلی در ۱۱ ژوئیه ۲۰۱۴. دریافت‌شده در ۱۸ ژوئیه ۲۰۱۴.
3. ↑  «نسخه آرشیو شده». بایگانی‌شده از اصلی در ۱۲ ژوئیه ۲۰۱۴. دریافت‌شده در ۱۸ ژوئیه ۲۰۱۴.
4. ↑  «پیام تبریکیهء حامد کرزی بمناسبت انتخاب رجب طیب اردوغان بحیث رئیس جمهور جدید ترکیه». دفتر ریاست‌جمهوری جمهوری اسلامی افغانستان. ۲۰ مرداد ۱۳۹۳. بایگانی‌شده از اصلی در ۱۹ اوت ۲۰۱۴. دریافت‌شده در ۱۷ اوت ۲۰۱۴.
5. ↑  «در گفتگوی تلفنی «روحانی»، «اردوغان» تصریح شد؛ همکاری‌های دو جانبه و منطقه‌ای ایران و ترکیه گسترش می‌یابد». پایگاه اطلاع‌رسانی ریاست‌جمهوری ایران. ۲۰ مرداد ۱۳۹۳.
6. ↑  «امامعلی رحمان اردوغان را تبریک گفت». آژانس ملی اطلاعاتی تاجیکستان. بایگانی‌شده از اصلی در ۱۹ اوت ۲۰۱۴. دریافت‌شده در ۲۶ مرداد ۱۳۹۳.